# Capital Airlines
Capital Airlines fue una aerolínea estadounidense que prestaba servicios programados en el este, sur, sureste y medio oeste del país. La sede de Capital estaba ubicada en el Aeropuerto Nacional de Washington (ahora llamado Aeropuerto Nacional Ronald Reagan de Washington) al otro lado del río Potomac desde Washington D. C., donde también se realizaban entrenamientos de tripulación y revisiones de aeronaves.
La aerolínea como tal inició sus operaciones con ese nombre en abril de 1948, como sucesora de la Pennsylvania Central Airlines (esta a su vez fusión de Pennsylvania Airlines y Central Airlines en 1936), la cual fue renombrada.
En la década de 1950, Capital era la quinta aerolínea estadounidense más grande del país por número de pasajeros (y a veces por pasajero-millas) después de American, United, TWA y Eastern Airlines. 
Capital se fusionó con United Airlines en 1961, al enfrentar dificultades financieras.